# جيمس هارمان
جيمس هارمان (بالإنجليزية: James Harman)‏ هو مغني وكاتب أغاني وعازف بيانو أمريكي، ولد في 8 يونيو 1946 في أننيستون في الولايات المتحدة.

## وصلات خارجية
- جيمس هارمان على موقع IMDb (الإنجليزية)
- جيمس هارمان على موقع ميوزك برينز (الإنجليزية)
- جيمس هارمان على موقع أول ميوزيك (الإنجليزية)
- جيمس هارمان على موقع ديسكوغز (الإنجليزية)